# Margot Klestilová-Löfflerová
Margot Klestilová-Löfflerová (rozená Löffler; * 4. března 1954 Dobersberg) je rakouská diplomatka, bývalá první dáma Rakouska v letech 1998–2004 a vdova po bývalém rakouském spolkovém prezidentovi Thomasi Klestilovi. V letech 2004–2009 působila jako rakouská velvyslankyně v České republice a v letech 2009–2014 jako velvyslankyně v Rusku. Od roku 2018 působí jako vyslankyně pro Rusko pod vedením ministryně zahraničí Karin Kneisslové.

## Raný život a kariéra
Narodila se v dolnorakouském Dobersbergu. Její rodiče Karl a Gerda Löfflerovi byli zemědělci. Hovoří německy, anglicky, francouzsky, rusky a česky.
Po diplomatické kariéře v Moskvě a Bangkoku nastoupila do kanceláře Thomase Klestila, který v té době zastával funkci generálního tajemníka rakouského ministerstva zahraničních věcí. Když Thomas Klestil v roce 1992 kandidoval na prezidenta, vedla jeho volební kampaň.[zdroj?]

## První dáma Rakouska
Během Klestilova prvního funkčního období vyšlo najevo, že spolu měli milostný poměr. Klestil se rozvedl se svou první manželkou Edith a 23. prosince 1998 se oženil s Margot Löfflerovou. Ta se stala první dámou, ale nadále pracovala na ministerstvu zahraničí, což vedlo ke zvláštní situaci, že při státních návštěvách nebo jiných oficiálních příležitostech měla vyšší postavení než její bývalá šéfka, ministryně zahraničí Benita Ferrerová-Waldnerová.
Když Thomas Klestil 6. července 2004 ve funkci zemřel, obě jeho manželky se zúčastnily pohřební mše konané ve vídeňské katedrále svatého Štěpána. Římskokatolický vídeňský arcibiskup, kardinál Christoph Schönborn, nejdříve uvítal Edith Klestilovou.

## Pozdější kariéra
Po smrti svého manžela byla jmenována rakouskou velvyslankyní v České republice. Od prosince 2009 do prosince 2014 působila jako velvyslankyně v Ruské federaci.
Dostala se na titulní stránky novin během zimních her v Soči v roce 2014, když se pokusila převzít rodinu Puppies od stříbrného amerického medailisty Guse Kenworthyho.

## Vyznamenání
- 2003 –  Portugalsko: Velkokříž Řádu prince Jindřicha[zdroj?]